# Le Seigneur de la forêt
Pour plus de détails, voir Fiche technique et Distribution.
Le Seigneur de la forêt (Olympic Elk) est un court métrage documentaire américain réalisé par James Algar, sorti en 1951. Le film fait partie de la série de documentaires True-Life Adventures.

## Fiche technique
- Titre : Le seigneur de la forêt
- Titre original : Olympic Elk
- Réalisation : James Algar
- Narrateur : Winston Hibler
- Scénario : Winston Hibler, James Algar et Ted Sears
- Production : Ben Sharpsteen
- Effets d'animation : Joshua Meador
- Photographie : Herb Crisler et Lois Crisler
- Montage : Anthony Gerard
- Musique : Paul J. Smith
- Technicien du son : C. O. Slyfield
- Effets spéciaux : Ub Iwerks
- Effets d'animation : Dick Anthony, John Hench, George Rowley
- Pays d'origine : États-Unis
- Format : Couleurs - 1,37:1 - Mono
- Genre : Court métrage, documentaire
- Durée : 27 minutes
- Date de sortie : 13 février 1952

## Distinctions
- Oscar du meilleur court métrage en prises de vues réelles lors de la 26e cérémonie des Oscars

## Origine et production
Lors d'un voyage en août 1948 en Alaska, Walt rencontre Alfred Milotte, propriétaire d'un magasin d'appareils photos et sa femme institutrice Elma. Ils engagent une discussion sur les documentaires consacrés à l'Alaska dont le résultat sera le poste de photographe sur la série de documentaires animaliers True-Life Adventures. Le premier épisode est L'Île aux phoques (On Seal Island) sorti en décembre 1948, suivi par La Vallée des castors durant l'été 1950. Plusieurs courts métrages sont réalisés dans cette série grâce à des séquences tournées par des naturalistes photographes. Le film a été tourné dans la Péninsule Olympique dans l'État de Washington.

## Sortie au cinéma et accueil du public
Le Seigneur de la forêt comme tous les moyens métrages de la série True Life Adventures, d'une durée d'environ 30 minutes chacun, a été diffusé au cinéma conjointement à un long métrage du studio.
Le film a été diffusé dans l'émission Disneyland sur ABC le 21 septembre 1955, puis le 28 mai 1961 l'émission avait entre-temps été renommée Walt Disney Presents .